# Тютюнник Микола Григорович
Мико́ла Григо́рович Тютю́нник (1 червня 1949) — український письменник, поет, журналіст. Член Національної спілки письменників України, лауреат літературних премій.

## Біографія
Народився у напівукраїномовному селі Банкіне Бєлгородської області, поблизу адміністративного кордону РРФСР і УРСР. Його діду за розповсюдженою тоді у РРФСР «помилкою» додали у паспорті до прізвища «Тютюнник» суфікс «-ов». У такій формі воно дісталося і нащадкам. Втім, у літературній діяльності Микола Григорович підписується як «Тютюнник», без надбаного пращуром додатку. У п'ятирічному віці переїхав з родиною до Первомайська Ворошиловградської (нині — Луганської) області. Навчався в СШ № 2 (нині — гімназія) та Стахановському гірничому технікумі. З 15 років, до служби в армії, працював у шахті. Після служби в Казахстані, на озері Балхаш, 14 років працював на шахті імені Менжинського — прохідником, гірничим майстром. З успіхами в літературі перейшов на письменницьку та літературну діяльність. З середини 2000-х працює переважно в Луганську, хоч продовжує позиціонувати себе як первомайця.

## Письменницька діяльність
Спроби писати твори розпочав ще у шкільні роки. Вперше земляки побачили твори Тютюнника у газетних публікаціях, а з 1980-х років почали виходити і книги його авторства. Пише Микола Григорович і українською і російською мовами, як прозу, так і поезію. У 1982 році вийшла перша книжка оповідань «Біля річки Лугані», у 1987 році — «Случай на Северной». Після виходу другої відразу був прийнятий до Спілки письменників СРСР. У 1988 році його приймають до Союзу письменників України. Створив та очолив первомайсько-попаснянське літературне товариство ім. Горбатова.
Визнання отримує історична поема у віршах «Маруся Богуславка», яку було видано у 2006 році. За неї Тютюнник став лауреатом премій ім. Миколи Гоголя та у 2009 році лауреатом премії «Берег надії» імені Василя Симоненка. 2013 року стає лауреатом міжнародної премії з поезії ім. Миколи Рубцова «Звезда полей». Тютюнник є повним кавалером «Шахтарської слави», за твори про фронтовиків нагороджений медаллю «Маршал Жуков».

## Як журналіст
У 1990-ті працював головним редактором первомайської газети «Шахтёрский край». Надалі працював у виданнях «Вести региона» (Луганськ, у перші місяці — Первомайськ, очолював редакцію), «Сбойка» (Луганськ, шахтарське видання), «Ильичевец» (Маріуполь).

## Сучасні публікації
1. Собрание сочинений: в 5 т. / М.Тютюнник. — Луганск: Глобус, 2005. Т.(рос.)
2. Лугари: роман в 4 кн. Кн. 1. Исторические новеллы. — 2005. — 494 с. Т.(рос.)
3. Лугари: роман в 4 кн. Кн. 2. Повесть. Рассказы. Стихи. — 2006. — 499 с. Т.(рос.)
4. Лугари: роман в 4 кн. Кн. 3. Осенние дороги. Новеллы. — 2007. — 491 с.: ил.(рос.)
5. Вовчок: новела / М.Тютюнник// Лугань. — 2007. — № 1. — С. 44—46.
6. Домовичок: новела / М.Тютюнник// Жайвори над Луганщиною. Ч. 2. — Луганськ, 2004. — С. 51—54.
7. Маруся Богуславка: історичний роман у віршах / М.Тютюнник. — Луганськ: Глобус, 2006. — 91 с.; Луганськ: Світлиця, 2009. — 160 с.: іл.
8. Пізні яблука / М.Тютюнник// Лугань. — 2007. — № 1. — С. 30—33.
9. Солодкий страх: новела / М.Тютюнник// Жайвори над Луганщиною. Ч. II. — Луганськ, 2004. — С. 47—50.
10. Шахтарча / М.Тютюнник// Лугань. — 2007. — № 1. — С. 33—36.